# Face au crime (film)
Pour les articles homonymes, voir Face au crime.
Pour plus de détails, voir Fiche technique et Distribution.
Face au crime (titre original : Crime in the Streets) est un film américain réalisé par Don Siegel, sorti en 1956.

## Synopsis
Franckie, le leader du gang de jeunes délinquants, les Hornets est sur le point de commettre un meurtre. Ben Wagner, travailleur social tente de le dissuader et de le remettre dans le droit chemin.

## Fiche technique
- Titre : Face au crime
- Titre original : Crime in the Streets
- Réalisation : Don Siegel
- Scénario : Reginald Rose
- Photographie : Sam Leavitt
- Montage : Richard C. Meyer
- Musique : Franz Waxman
- Direction artistique : Serge Krizman
- Décors : Victor A. Gangelin
- Producteur : Vincent M. Fennelly, Walter Mirisch (producteur exécutif)
- Société de production : Lindbrook Productions
- Société de distribution : Allied Artists Pictures (États-Unis), Associated British Film Distributors (Royaume-Uni), Leo Lax Films (France), Kontinental-Film
- Pays de production :  États-Unis
- Langue : anglais, italien
- Format : Noir et blanc — 35 mm — 1,85:1 — Son : Mono (Western Electric Recording)
- Genre : Film dramatique, Film policier, Film d’action, Thriller, Film noir
- Durée : 91 minutes (1 h 31)
- Dates de sortie : 
  - États-Unis : 23 mai 1956 (New York, première) / 10 juin 1956 (sortie nationale)
  - France : 10 juillet 1957

## Distribution
- James Whitmore : Ben Wagner
- John Cassavetes : Frankie Dane
- Sal Mineo : "Baby" Gioia
- Virginia Gregg : Mrs. Dane
- Malcolm Atterbury : McAllister
- Mark Rydell : Lou Macklin
- Peter J. Votrian : Richie Dane
- Will Kuluva : Mr. Gioia
- Denise Alexander : Maria Gioia
- Dan Terranova : Blockbuster
- Peter Miller : The Fighter
- Steve Rowland : Glasses